# 秋林镇 (三台县)
秋林镇，是中华人民共和国四川省绵阳市三台县下辖的一个乡镇级行政单位。

## 行政区划
秋林镇下辖以下地区：
场镇社区、官井沟村、秋锋村、石城村、文昌村、盘石村、山枝村、龙江桥村、七里村、桐麻沟村、任和村、红星村、星光村、金乐村、光辉村、白鹤庙村和四方庙村。